# Mastigoniscus andeepi
Mastigoniscus andeepi is een pissebed uit de familie Haploniscidae. De wetenschappelijke naam van de soort is voor het eerst geldig gepubliceerd in 2006 door Brökeland & Brandt.